# Heerlijkheid Ter Leede

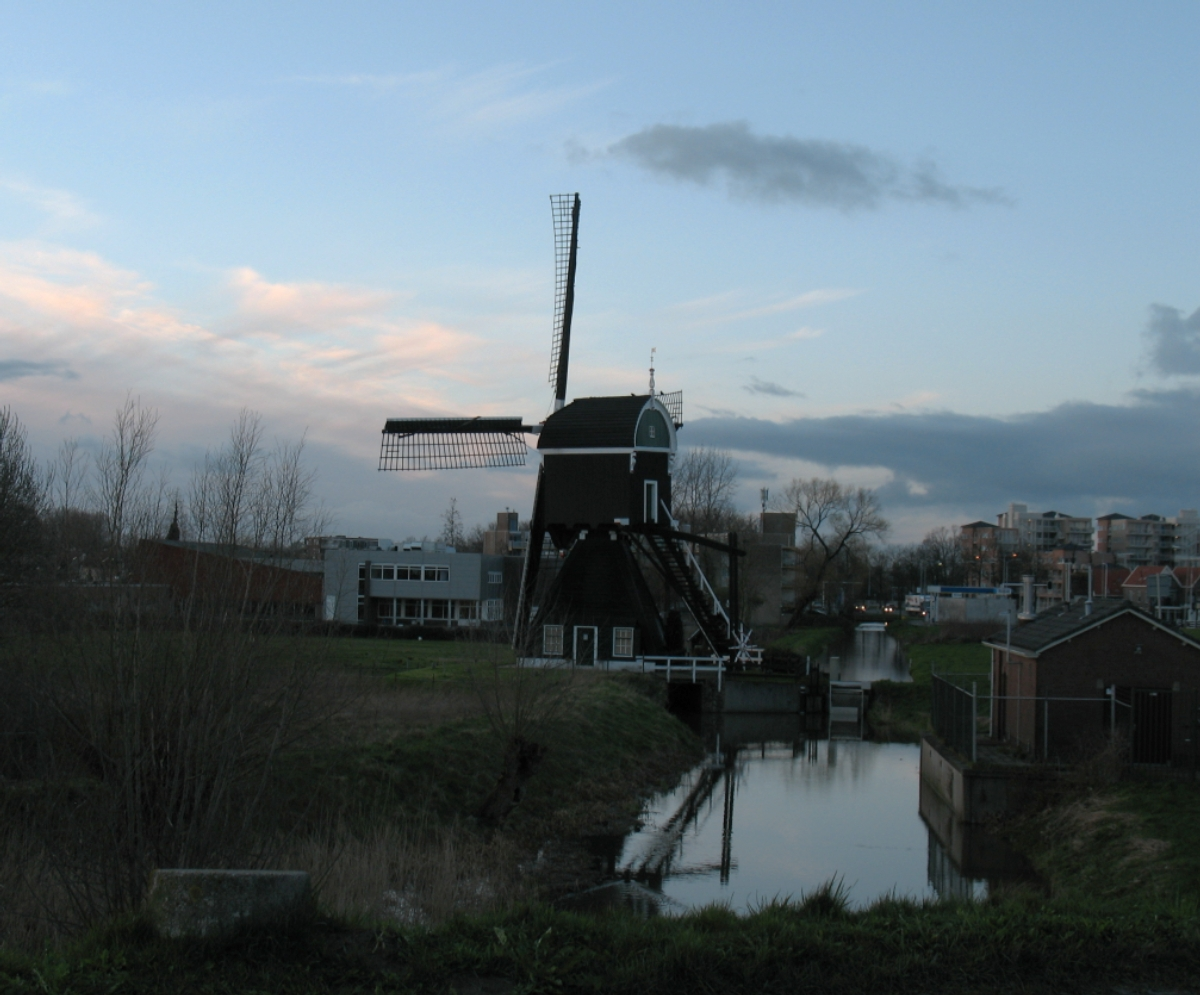
Mogelijke plek waar de heerlijkheid van Gouw van der Lede heeft gelegen.

De heerlijkheid van der Lede (ook wel Ter Leede) was gesitueerd in het hedendaagse Leerdam, in de vroege middeleeuwen (1143–1305).

## Geschiedenis
Het gebied van der Lede bevond zich in de driehoek van Leerbroek, Asperen en Heukelum, met als centrale punt Leerdam en de Linge met de zijtak de rivier de Lede. Door de jaren heen verworven de heren ook de rechten over diverse landerijen buiten hun district zoals; Schoonhoven, landerijen gelegen bij de Lek, landgoed in de Krimpenerwaard. Vaak werden deze gebieden onder leenbeheer gehouden van het kapittel van de Dom van Utrecht.
In 1143 verschijnt Herbaren I van der Lede voor het eerst in een Gelderse kroniek als heer van der Lede of Liethen. Waar de heren zich grotendeels mee bezighielden blijft gissen, wel waren er enige conflicten met Gelderse heren. Herbaren II verkoos in 1234 het tien kilometer verderop gelegen Arkel en liet het gebied aan zijn broer Jan I van der Lede. In 1305 hield het geslacht van der Lede op te bestaan en erfde Jan III van Arkel alle landgoederen.

## Heren van der Lede
| Periode   | Naam                         | Opmerkingen                 |
| --------- | ---------------------------- | --------------------------- |
| 1140–1200 | Herbaren I van der Lede      |                             |
| 1200–1207 | Floris Herbaren van der Lede |                             |
| 1207–1212 | Folpert van der Lede         | Regent                      |
| 1212–1234 | Herbaren II van der Lede     | Werd in 1234 heer van Arkel |
| 1243–1255 | Jan I van der Lede           | Opvolging onzeker           |
| rond 1270 | Pelgrim van der Lede (?)     |                             |
| 1284–1304 | Jan II van der Lede          |                             |

## Verblijven
De verblijven van de heren van der Lede zijn grotendeels verdwenen. Er zijn echter nog vele sporen te vinden die ernaar verwijzen. Zo wordt de molen Ter Leede bij binnenkomst in de stad Leerdam aangeduid als mogelijke bewoning van de heren. Ook in Heukelum zouden de heren een onderkomen hebben gehad op de plaats waar het hedendaagse kasteel Merckenburg zich bevindt. Ook in het oostelijk gelegen Asperen bezaten ze  een kasteel. Op de dijk die van Leerdam naar Leerbroek leidt, zit een scherpe bocht waar fundamenten zijn gevonden van een kasteel, ook wel kasteel Ter Leede genoemd. Tussen 1270 en 1574 bestond nog het kasteel van Leerdam, dit stond binnen de muren van het stadje Leerdam (zuidwestelijk gelegen). Nadat het tijdens de Tachtigjarige Oorlog door de Spanjaarden in 1574 verwoest werd, werd het hofje van Aerden gebouwd. De laatste heren bevonden zich vaak in Schoonhoven.